# Tachina planiforceps
Tachina planiforceps är en tvåvingeart som först beskrevs av Tothill 1924.  Tachina planiforceps ingår i släktet Tachina och familjen parasitflugor.
Artens utbredningsområde är North Carolina. Inga underarter finns listade i Catalogue of Life.